# Challa

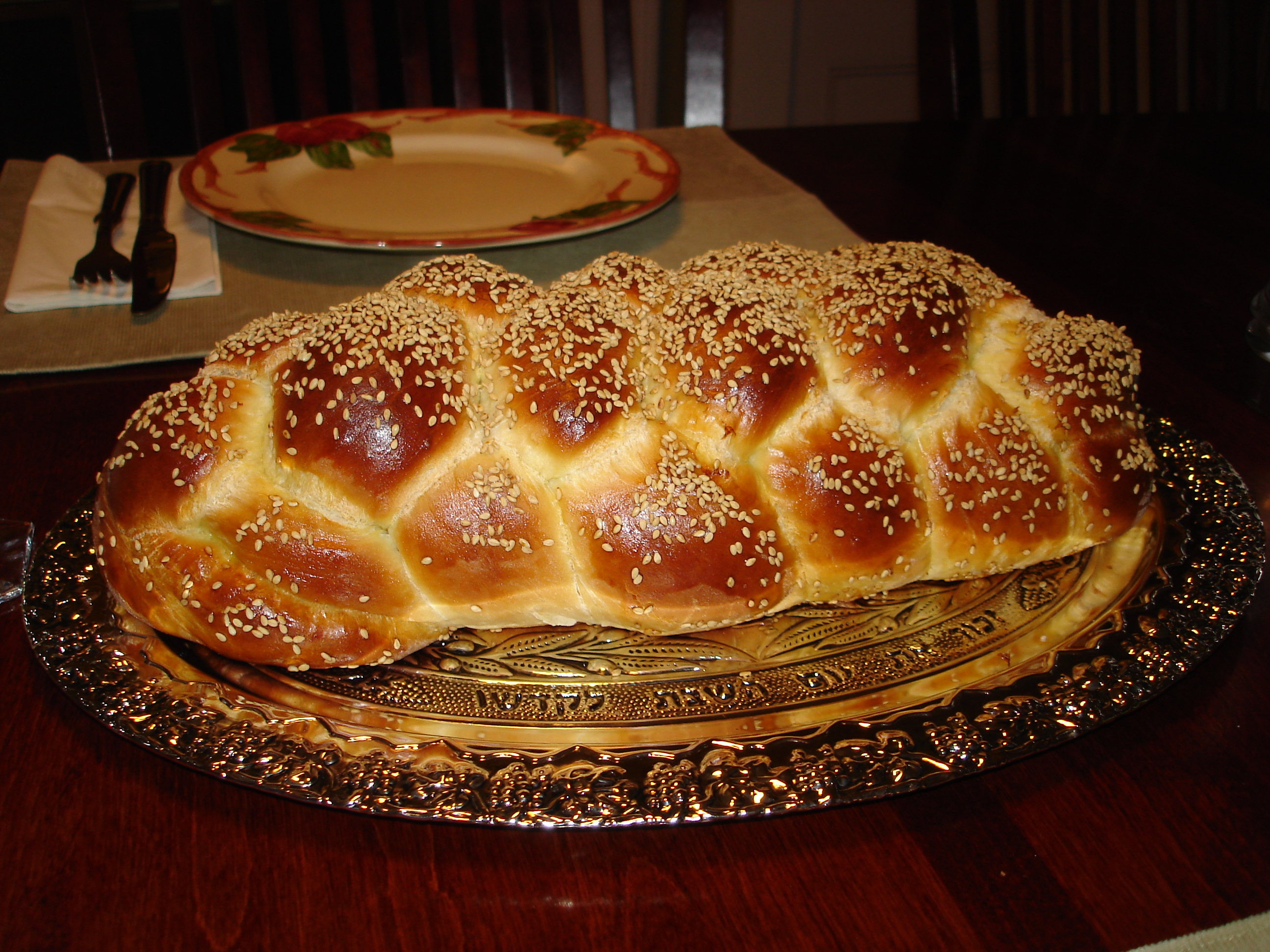
Sechszöpfige Challa mit Sesam

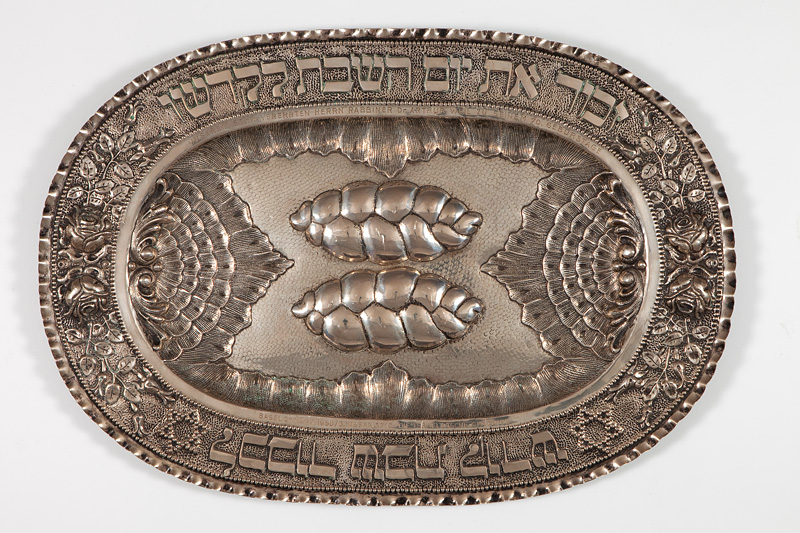
Challa-Teller, Basel, 20. Jhdt., in der Sammlung des Jüdischen Museums der Schweiz.

Das hebräische Wort Challa (חַלָּה), im Plural Challot (חַלָּוֹת), deutsch Teighebe, bezeichnet im 4. Buch Mose 15,17–21 , wo die Erstlingsopfer beschrieben sind, den Teil des Brotteiges, der als Opfergabe abgesondert und den Priestern des Tempels gegeben wurde. Nach der Zerstörung des Tempels im Jahre 70 u. Z. wurde von den Rabbinen festgelegt, dass ein kleiner Teil des Teiges auch weiterhin abzusondern ist. Da er jedoch nicht mehr den Priestern gegeben werden kann, wird er stattdessen verbrannt. Das Challa-Nehmen ist eine der drei religiösen Pflichten der Frau im Judentum.

## Das aktuelle Ritual
Wenn das Schabbatbrot gebacken wird, wird ein kleines Stück Teig als symbolisches Opfer in den Ofen geworfen. Challa ist das hebräische Wort für die Steuer, die den Priestern zustand. Der biblische Ausdruck dafür ist Teighebe. In Numeri 15,20  ist ebenso von diesem Opfer die Rede wie bei Hesekiel 44,30 , wo es heißt: „Ihr sollt den Priestern die Erstlinge eures Teigs geben, damit der Segen in eurem Haus bleibe.“ Das eigene Heim, das im jüdischen Leben einen hohen Stellenwert besitzt, wird im Hebräischen „migdasch mechad“, der kleine Tempel, genannt.
Man trennt ein olivengroßes Stück der Challa ab und sagt folgenden Segensspruch, falls der Teig mindestens 2,2 Kilogramm (bei Sefarden 1,7 Kilogramm) wiegt:

„Gesegnet seist Du, Herr, unser Gott, König des Universums, der uns mit Seinen Geboten geheiligt und uns befohlen hat, Challa vom Teig abzusondern.
 
ברוך אתה ה ' אלוהינו מלך העולם, אשר קידשנו במצוותיו וציוונו על הפרשת חלה

Baruch ata Adonai Elohejnu Melech HaOlam, ascher kidschanu beMizwotaw weziwanu al Hafraschat Challa.“

Heute steht das Wort Challa für:
1. den oben beschriebenen abgesonderten Teil vom Teig
2. die Schabbat-Brote (ostjidd. Challe, westjidd. Barches oder Berches)

## Challa/Barches

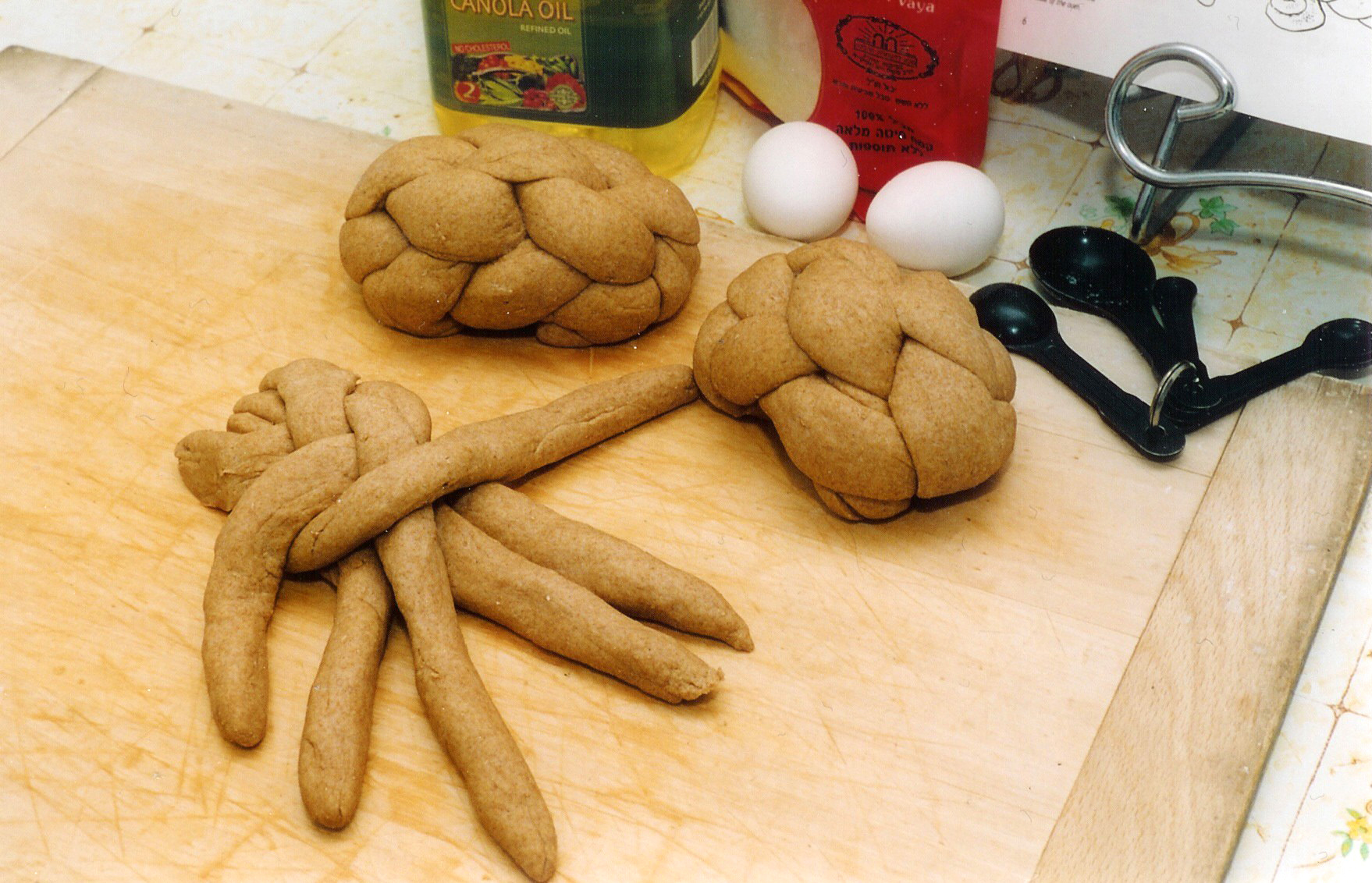
Eine Variante für das Flechten von Challa

Challot sind in der aschkenasischen jüdischen Tradition geflochtene Brote aus Weißmehl, Hefe, Eiern und etwas Fett – wobei die Rezepte, die Anzahl der „Zöpfe“ und die Form je nach Brauch und Anlass variieren. Challot werden meist für Schabbat und jüdische Feiertage gebacken und sind in der Regel parve (neutral), damit sie auch zu Fleisch gegessen werden können. Darin unterscheiden sie sich von den herkömmlichen Zöpfen (Hefezopf/Butterzopf), die mit Butter und Milch zubereitet werden.

### Schabbat-Brot

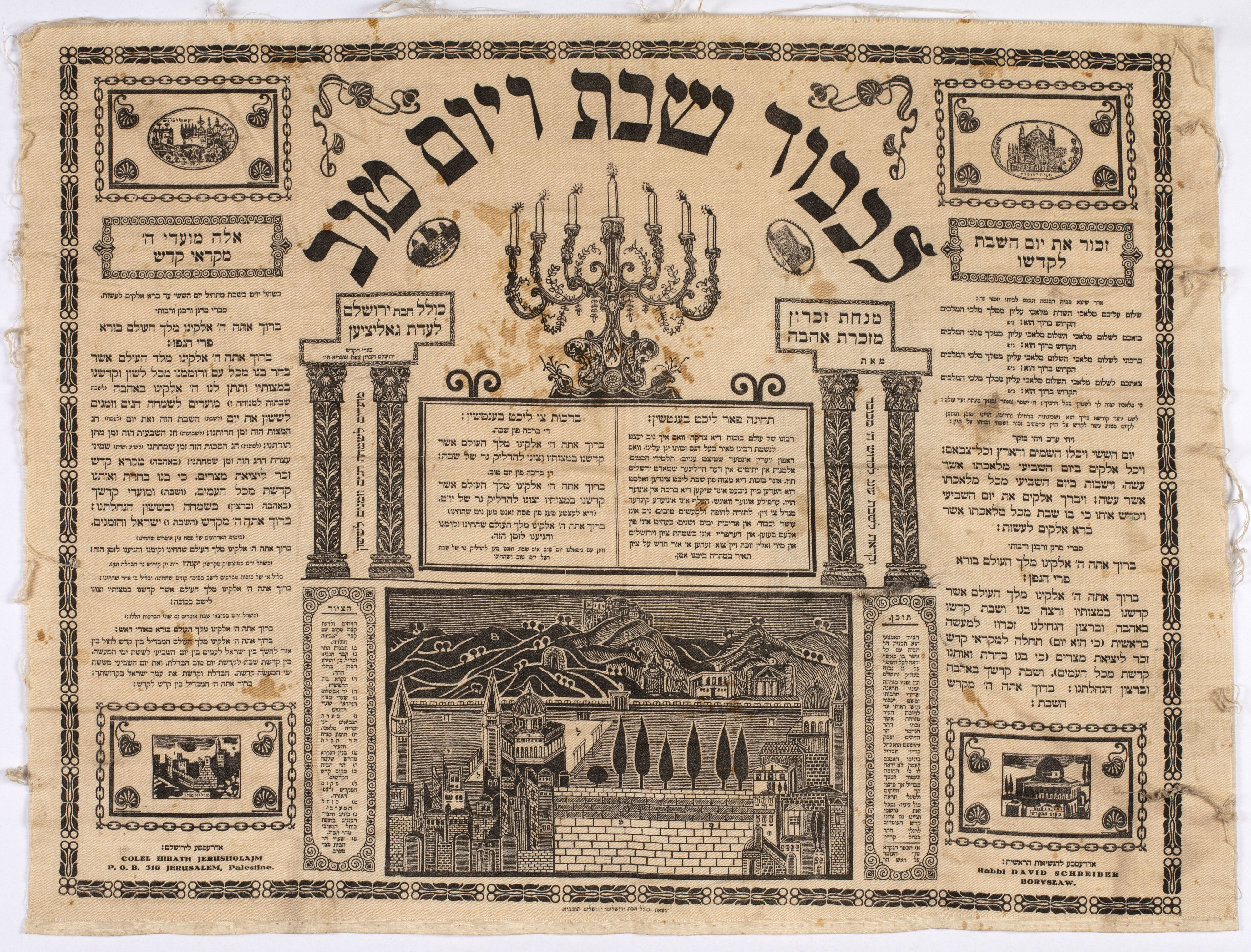
Challa-Abdeckung für Sabbat, Zwischenkriegszeit.

An Schabbat und Feiertagen werden in der aschkenasischen Tradition meist zwei mit Mohn oder Sesam bestreute Challot verwendet. Die Anzahl soll an die zweifache Portion Manna erinnern, welche den Israeliten jeweils am Freitag während ihrer 40-jährigen Wüstenwanderung zuteilwurde (siehe 2. Buch Mose 16,21–23 ) (aber keine am Schabbat). Vor Beginn der Mahlzeit, nach dem Segen über den Wein, während welchem die Challot zugedeckt sind, wird der Segensspruch über das Brot gesprochen und die Mahlzeit mit einem Stück Challa, bestreut mit etwas Salz, begonnen.

### Rosch ha-Schana
An Rosch ha-Schana, dem jüdischen Neujahrsfest, gelten besondere Regeln: Da man sich ein „rundes Jahr“ wünscht, sind die Challot zum Neujahrsfest meist rund – auch um den Jahreszyklus zu symbolisieren. Zudem erhofft man sich ein „süßes Jahr“. Deshalb werden Challot oft süß, besonders mit Rosinen gebacken und das Stück Challa zu Beginn der Mahlzeit wird nicht wie üblich mit Salz, sondern in Honig getaucht gegessen.